# Cement (Oklahoma)
Cement és un poble dels Estats Units a l'estat d'Oklahoma. Segons el cens del 2000 tenia 530 habitants.

## Demografia
Segons el cens del 2000, Cement tenia 530 habitants, 222 habitatges, i 148 famílies. La densitat de població era de 454,7 habitants per km².
Dels 222 habitatges en un 28,8% hi vivien nens de menys de 18 anys, en un 53,6% hi vivien parelles casades, en un 11,3% dones solteres, i en un 33,3% no eren unitats familiars. En el 29,3% dels habitatges hi vivien persones soles el 13,5% de les quals corresponia a persones de 65 anys o més que vivien soles. El nombre mitjà de persones vivint en cada habitatge era de 2,39 i el nombre mitjà de persones que vivien en cada família era de 2,96.
Per edats la població es repartia de la següent manera: un 26% tenia menys de 18 anys, un 6,8% entre 18 i 24, un 26,6% entre 25 i 44, un 24,3% de 45 a 60 i un 16,2% 65 anys o més.
L'edat mediana era de 39 anys. Per cada 100 dones de 18 o més anys hi havia 85,8 homes.
La renda mediana per habitatge era de 18.625 $ i la renda mediana per família de 23.500 $. Els homes tenien una renda mediana de 24.531 $ mentre que les dones 17.031 $. La renda per capita de la població era d'11.378 $. Entorn del 24,6% de les famílies i el 27,2% de la població estaven per davall del llindar de pobresa.

## Poblacions més properes
El següent diagrama mostra les poblacions més properes.